# Engelsdorf (Aldenhoven)
Engelsdorf ist der kleinste Ortsteil der Gemeinde Aldenhoven im Kreis Düren, Nordrhein-Westfalen.

## Lage
Engelsdorf liegt nördlich von Aldenhoven, östlich von Dürboslar, westlich von Koslar und südlich von Merzenhausen (beide Stadt Jülich). Durch Engelsdorf fließt der Merzbach.

## Geschichte
Die ehemalige Wasserburg Engelsdorf wird bereits im 11. Jahrhundert erwähnt. Sie ist mehrmals zerstört worden. Im 19. Jahrhundert kam die Burg in den Besitz der Familie Opfergelt.
Engelsdorf, oder zumindest die Burg Engelsdorf, hat im Laufe der Zeit mehrere Wappen getragen – jedes davon mit einer anderen Geschichte. Das aktuelle Dorfwappen wird folgendermaßen erklärt: In grün schwebend ein goldener Turm begleitet rechts und links von einer Pflugschar. In der geschichtlichen Begründung heißt es: Seit 1320 bestellten die Bauern ihre Felder im Schutz der Burg, weswegen die Pflugscharen im Wappen erscheinen.
Die alte Schule des Orts wurde 1968 geschlossen und später abgerissen. Heute stehen Wohnhäuser an dieser Stelle. Das später von der Gemeinde errichtete Gebäude am Dorfplatz wurde etwa bis zur Jahrtausendwende als Schulkindergarten genutzt. Inzwischen wird das Gebäude nur noch als Bürgerhaus genutzt. 
Am 1. Januar 1972 wurde Engelsdorf nach Aldenhoven eingemeindet.

### Wappen
| Wappen der früheren Gemeinde Engelsdorf | Blasonierung: „In Grün schwebend ein goldener (gelber) Turm begleitet rechts und links von je einer goldenen (gelben) Pflugschar.“ |
| Wappen der früheren Gemeinde Engelsdorf | Wappenbegründung: Das Wappen wurde 1962 vom nordrhein-westfälischen Innenminister verliehen. Es zeigt den stilisierten Turm der Burg Engelsdorf; seit 1320 bestellten die Bauern ihre Felder im Schutz der Burg, welches die Pflugscharen symbolisieren. |

## Vereine

### Ortsansässige Feuerwehr
Für das gemeinschaftliche Dorfleben größtenteils verantwortlich ist die Feuerwehr. Die Löschgruppe Engelsdorf, die zur Freiwilligen Feuerwehr Aldenhoven gehört, ist fester Bestandteil der Dorfgemeinschaft und besteht aus jungen wie alten Dorfbewohnern.

### Maigesellschaft Koslar-Engelsdorf 1857
Dieser, dem Maibrauchtum verschriebene, Verein besteht als Gemeinschaft zwischen den beiden Orten Koslar (Stadt Jülich) und Engelsdorf (Gemeinde Aldenhoven) schon seit 1857. Die beiden Orte gehören noch heute zur gleichen Pfarrgemeinde St. Adelgundis. Jedes Jahr setzen die Mitglieder der Maigesellschaft in beiden Orten je einen Maibaum, während die eigentliche Maikirmes nebst Festzug und Ball in Koslar stattfindet.

### IG Engelsdorf
Seit 2005 existiert im Dorf auch die Interessengemeinschaft Engelsdorf. Der Verein sorgte dafür, dass das Gebäude des alten Vorschulkindergartens erhalten blieb. Das Gebäude wird seitdem für das Dorfleben genutzt und auch für die Jugend des Dorfes wurden dort Räumlichkeiten geschaffen.

## Verkehr
Direkt am südlichen Ortsrand verläuft die Bundesautobahn 44. Engelsdorf ist mit einem Anruf-Sammel-Taxi zu erreichen. An Schultagen verkehrt zudem die Schulbuslinie 274. 
| Linie | Verlauf |
| ----- | --- |
| 274   | (Verstärkerfahrten) Barmen Haus Overbach – Aldenhoven / Jülich / Linnich / Titz |
| AST   | AnrufSammelTaxi: Mo–Fr abends, Sa nachmittags/abends, So Jülich Bf/ZOB – Jülich Innenstadt – Kirchberg – Bourheim – Engelsdorf – Aldenhoven – Niedermerz – Schleiden – Siersdorf – Dürboslar – Freialdenhoven |